# AC 429
Der AC 429 ist ein als Einzelstück gebauter geschlossener Sportwagen des britischen Automobilherstellers AC Cars aus dem Jahr 1973. Das Auto basiert auf einer zu dieser Zeit bereits fünf Jahre alten Konstruktion der Schweizer Marke Monteverdi und hat wie diese eine von Pietro Frua gestaltete und gebaute Karosserie. Es war zeitweise als Nachfolger oder als Ergänzung des AC 428 im Gespräch, wurde letztlich aber nicht in Serie gefertigt.

## Modellbezeichnung
Bei Pietro Frua trug das Fahrzeug anfänglich, ab 1969 die allgemeinere, italienischsprachige Bezeichnung AC 4posti (auf Deutsch: AC 4-Sitzer), in der englischsprachigen Literatur mitunter nur schlicht AC Frua Four-Seater Saloon (auf Deutsch: AC Frua Viersitzer-Limousine). Die Bezeichnung AC 429 Coupé oder häufig noch kürzer AC 429 setzte sich erst ab 1973 durch, nachdem das Fahrzeug bei AC Cars in Thames Ditton, Surrey auf die Ford-Antriebstechnik umgerüstet worden war, wie sie schon die ganz überwiegende Mehrzahl der AC 428 nutzte. Das Einzelstück selbst trägt keine äußerlich sichtbare Modellbezeichnung (nur die herkömmlichen AC-Markenlogos), auch gibt es zu ihm keinerlei werksseitige Veröffentlichungen (weder unter der Bezeichnung 429 noch einer anderen).

## Entstehungsgeschichte

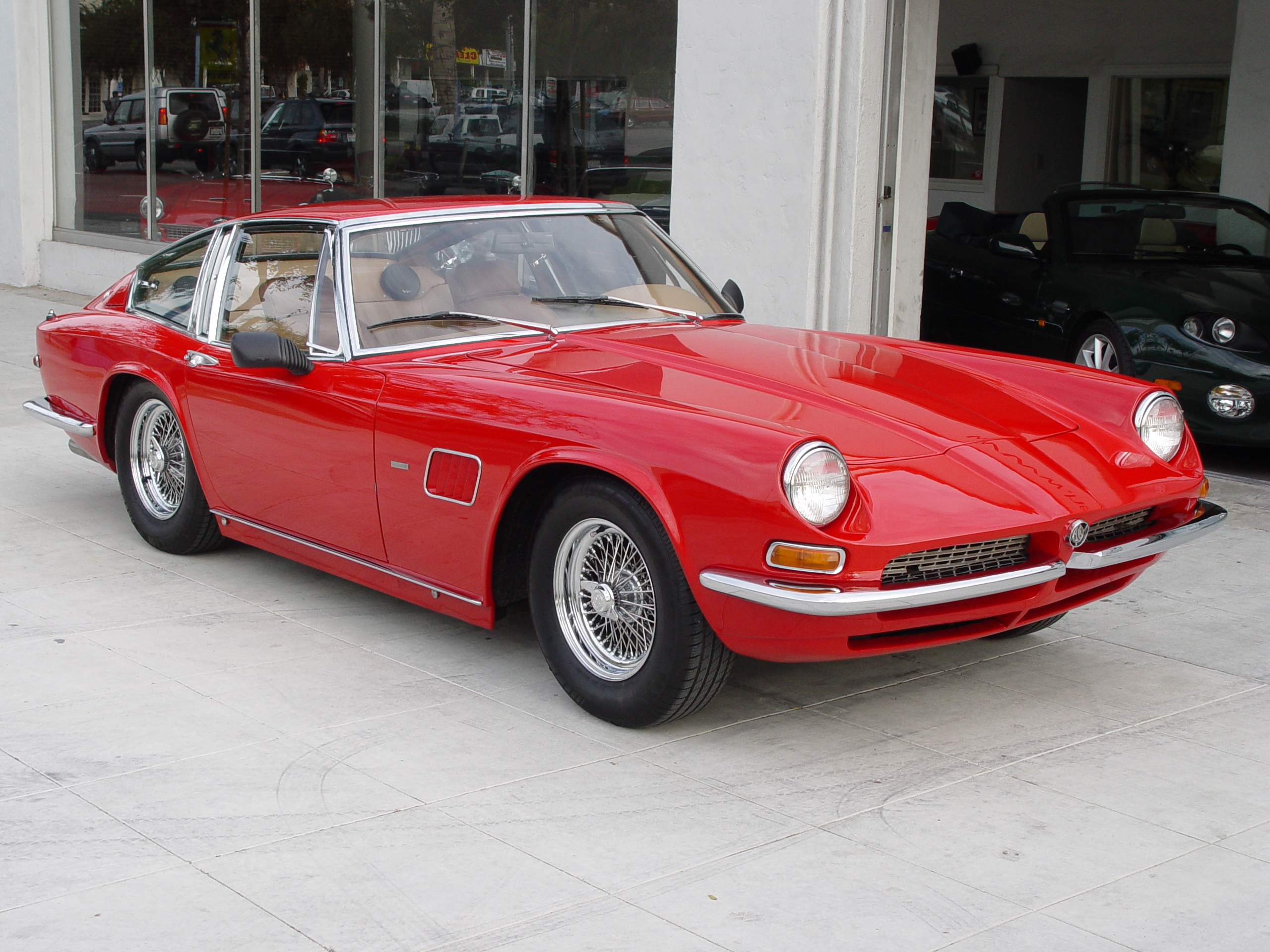
Vorgänger: AC 428

Der 1901 gegründete Automobilhersteller AC Cars produzierte in der Nachkriegszeit unter anderem die Sportwagen Ace und Aceca, die mit eigenen Motoren, wahlweise aber auch mit Bristol- oder britischen Ford-Motoren ausgestattet waren. Zusammen mit Carroll Shelby entwickelte AC den Ace zu Beginn der 1960er-Jahre zum AC Cobra weiter, der mit sehr starken US-amerikanischen Achtzylindermotoren von Ford auf den Markt kam und durch außergewöhnlich gute Fahrleistungen beeindruckte. Neben diesem „brachialen Sportwagen“ hatte AC ab 1967 den kultivierteren AC 428 im Programm, einen in offener und geschlossener Form erhältlichen Gran Turismo mit zeitgemäßer Karosserie von Pietro Frua und einem 7,0-Liter-Achtzylindermotor von Ford. Der AC 428 konkurrierte mit ähnlich konzipierten Fahrzeugen von Bristol, Gordon-Keeble und Jensen. Stilistisch bestanden Ähnlichkeiten zum Maserati Mistral und zum Monteverdi High Speed 375 S, deren Karosserien ebenfalls von Frua gestaltet waren; einigen Quellen zufolge waren einzelne Karosserieteile dieser drei Modelle sogar untereinander austauschbar. Der AC 428 wurde von 1967 bis 1973 produziert. In dieser Zeit entstanden 29 Convertibles und 49 Coupés.

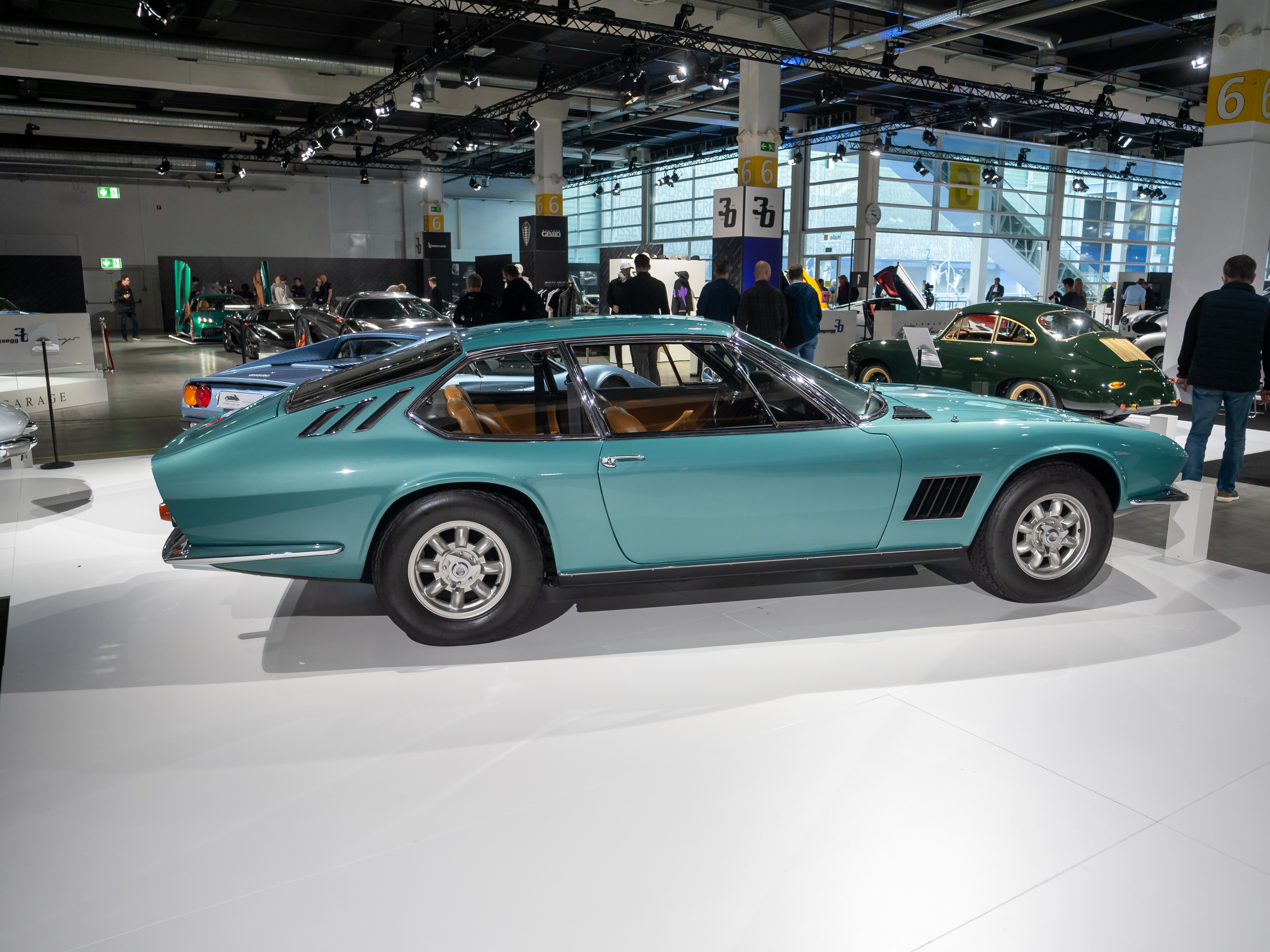
Basis des AC 429: Monteverdi High Speed 375 L mit Frua-Karosserie

Ab 1972 gab es bei AC Überlegungen, den stilistisch mittlerweile veralteten 428 durch ein neues Modell zu ersetzen. Eine Möglichkeit hierzu bot Pietro Frua: Der italienische Designer hatte 1968 die erste Version des High Speed 375 L für Monteverdi gestaltet, die als 2+2-sitzige Ergänzung zu dem in Kleinserie gebauten Zweisitzer High Speed 375 S gedacht war. Anfang 1968 war ein Prototyp des High Speed 375 L mit Frua-Karosserie entstanden (Chassisnummer 2001); ein zweites Exemplar (Chassisnummer 2002) befand sich zu dieser Zeit im Aufbau. Im Frühsommer 1968 kam es zwischen Frua und Peter Monteverdi zu einem Streit über Urheberrechte und Lizenzgebühren, in dessen Folge Monteverdi die Geschäftsbeziehungen zu Frua dauerhaft abbrach. Das zweite, nicht komplettierte Exemplar des High Speed 375 L (Chassisnummer 2002) blieb daraufhin bei Frua. 1972 übernahm Derek Hurlock, der Inhaber von AC Cars, diesen halbfertigen Monteverdi und beauftragte Frua, die Karosserie zu überarbeiten und an das etablierte AC-Design anzupassen. Im AC-Werk in Thames Ditton wurden danach Fahrwerk und Antriebstechnik verändert.
1973 wurde das Auto unter der Bezeichnung AC 429 öffentlich vorgestellt. Eine Serienfertigung kam nicht zustande. AC überstand die 1970er-Jahre vor allem durch den Bau von Versehrtenfahrzeugen (AC Invacar Model 70). 1979 erschien schließlich der kleine Mittelmotorsportwagen AC 3000ME, der keine Bezüge zum AC 428 oder zum 429 hat.

## Modellbeschreibung

### Karosserie

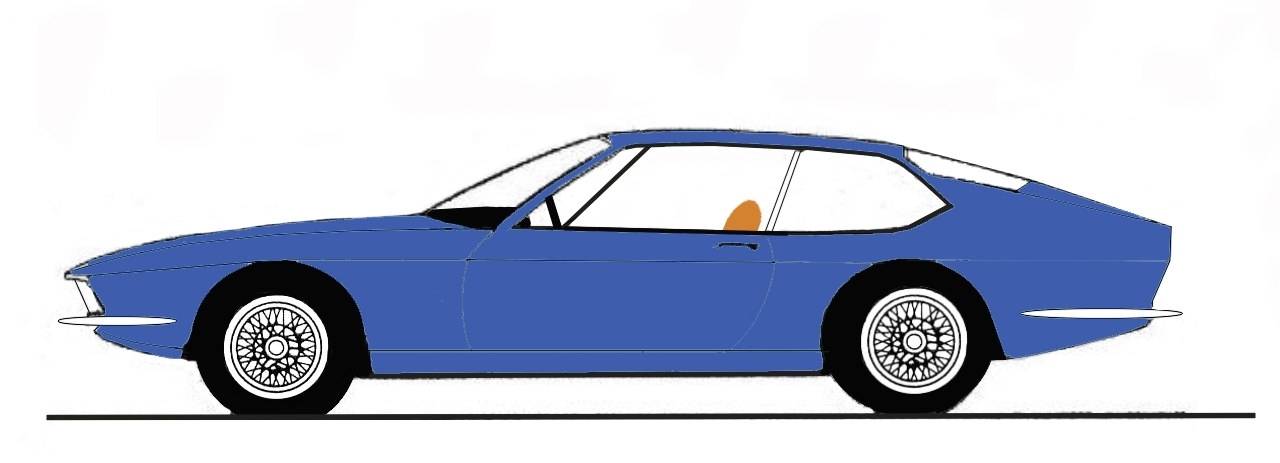
Im Profil identisch mit dem Monteverdi High Speed 375 L: AC 429

Der AC 429 ist ein zweitüriges Fließheckcoupé mit 2+2 Sitzen. Die Karosserie besteht aus Stahlblech. Ihre Form ist weitestgehend identisch mit der des von Pietro Frua entworfenen Monteverdi High Speed 375 L von 1968. Für AC veränderte Frua 1972 einige Details:
- Anders als beim Monteverdi sind die vorderen Doppelscheinwerfer teilweise verborgen. Der obere Teil der Scheinwerfer ist mit einer in Wagenfarbe lackierten Klappe abgedeckt, die sich im Ruhezustand in die übrige Verkleidung des Vorderwagens einfügt. Bei eingeschaltetem Licht hebt sich die Klappe und gibt die Scheinwerfer vollständig frei. Ein vergleichbarer Mechanismus findet sich bei dem von Marcello Gandini entworfenen Iso Lele und bei der zweiten Version des Iso Grifo, darüber hinaus auch bei dem von Frua gestalteten Maserati Quattroporte (Tipo AM121).[6]
- Die Kühlluftöffnung des AC ist durch einen Steg in der Mitte zweigeteilt; in den Steg ist das AC-Emblem eingelassen.
- Im Gegensatz zum Monteverdi hat der AC 429 keine Entlüftungsschlitze in der C-Säule.
- Der Tankeinfüllstutzen befindet sich rechts in der C-Säule.
- Anstelle der drei runden Rückleuchten des Monteverdi hat der AC 429 links und rechts je eine rechteckige Leuchteneinheit, die vom Alfa Romeo 1750/2000 Berlina übernommen wurde.
- Während Monteverdi wegen Überhitzungsneigung nachträglich große Entlüftungsöffnungen in die vorderen Kotflügel des High Speed 375 L einbauen ließ, sind die Kotflügel des AC 429 komplett verschlossen.

### Motorisierung
Angesichts der langjährigen Verbindung zu Ford baute AC in den 429 nicht den 7,2-Liter-Achtzylindermotor von Chrysler ein, für den Monteverdi das Auto eigentlich entworfen hatte, sondern einen 7014 cm³ (428 cui) großen V8-Motor von Ford, der unter anderem im zeitgenössischen Galaxie eingesetzt wurde und den AC schon regulär im 428 verwendet hatte. Seine Leistung wurde mit 345 SAE-PS angegeben. Von Ford kam auch die Dreigangautomatik.

### Chassis und Fahrwerk
AC übernahm den 160 kg schweren, von Peter Monteverdi konstruierten Rohrrahmen des High Speed 375 L unverändert. Das Fahrwerk wurde allerdings von den AC-Ingenieuren Alan Turner und Vin Davison überarbeitet. Anstelle der hinteren De-Dion-Achse des Monteverdi erhielt der AC 429 hinten eine Einzelradaufhängung an Doppeldreiecksquerlenkern, Schraubenfedern und hydraulischen Teleskopstoßdämpfern.

## Produktion und Verbleib
Der AC 429 wurde nur einmal gebaut. Das fertiggestellte Exemplar baut auf dem zweiten Monteverdi High Speed 375 L von Frua (Chassisnummer 2002) auf. Wegen der schwachen Finanzlage des Unternehmens und wegen der Auswirkungen der ersten Ölpreiskrise 1973 entschied sich das AC-Management gegen die Serienfertigung.
Das Auto war zunächst auf Derek Hurlock zugelassen und wurde später verkauft. Die letzte Pressemeldung zum AC 429 datiert von 2016. Darin wurde berichtet, dass sich das Auto seit 1996 in der Restauration befindet und die Arbeiten nach wie vor andauern.